# Саянский район
Сая́нский райо́н — административно-территориальная единица (район) и муниципальное образование (муниципальный район) в юго-восточной части Красноярского края России.
Административный центр — село Агинское, в 217 км к юго-востоку от Красноярска.

## География
Площадь территории — 8031 км².
Сопредельные территории:
- север: Рыбинский район (Красноярский край)
- восток: Ирбейский район и
- юго-восток: Иркутская область
- юг: Курагинский район
- запад: Партизанский район (Красноярский край).

## История
4 апреля 1924 года на основании Приказа № 52 Енисейского губернского исполнительного комитета был образован Агинский район Канского округа Сибирского края, объединивший бывшие Агинскую, Унерскую и Межовскую волости Канского уезда. В 1936 году Агинский район был переименован в Саянский.

## Население
| 2002    | 2009    | 2010    | 2011    | 2012    | 2013    | 2014    |
| ------- | ------- | ------- | ------- | ------- | ------- | ------- |
| 14 542  | ↘12 894 | ↘12 002 | ↘11 936 | ↘11 672 | ↘11 429 | ↘11 143 |
| 2015    | 2016    | 2017    | 2018    | 2019    |         |         |
| ↘11 033 | ↘11 014 | ↘10 876 | ↘10 746 | ↘10 561 |         |         |

### Национальный состав
В 2021 г.:
русские — 70,2 %,
татары — 9,6 %,
чуваши — 7,9 %,
немцы — 5,4 %,
украинцы — 2,6 %,
белорусы — 1 %,
марийцы — 0,5 %,
литовцы — 0,3 %,
камасинцы — 0,2 %,
мордва — 0,2 %,
хакасы — 0,2 %,
эстонцы — 0,2 %,
латыши — 0,15 %,
поляки — 0,1 %.
Переселенческие субэтнические объединения: украинцев (с. Межово), белорусов (д. Большой Арбай), марийцев (дд. Усть-Анжа, Гладково), немцев (д. Вознесенка). Официально зарегистрированных национально-культурных автономий муниципального уровня нет.

## Территориальное устройство
В рамках административно-территориального устройства район включает 14 административно-территориальных единиц — 14 сельсоветов.
В муниципальный район входят 14 сельских поселений:
| №  | Сельские поселения         | Административный центр | Количество населённых пунктов | Население | Площадь, км2 |
| -- | -------------------------- | ---------------------- | ----------------------------- | --------- | ------------ |
| 1  | Агинский сельсовет         | село Агинское          | 4                             | ↘5225     | 217,16       |
| 2  | Большеарбайский сельсовет  | село Большой Арбай     | 3                             | ↘382      | 982,00       |
| 3  | Большеильбинский сельсовет | село Большой Ильбин    | 2                             | ↘123      | 131,08       |
| 4  | Вознесенский сельсовет     | село Вознесенка        | 1                             | ↘333      | 444,21       |
| 5  | Гладковский сельсовет      | село Гладково          | 2                             | ↘364      | 1836,94      |
| 6  | Кулижниковский сельсовет   | село Кулижниково       | 2                             | ↘341      | 137,70       |
| 7  | Малиновский сельсовет      | село Малиновка         | 3                             | ↗266      | 91,53        |
| 8  | Межовский сельсовет        | село Межово            | 2                             | ↘621      | 140,34       |
| 9  | Нагорновский сельсовет     | село Нагорное          | 2                             | ↗449      | 149,96       |
| 10 | Орьевский сельсовет        | посёлок Орье           | 2                             | ↘391      | 3390,52      |
| 11 | Среднеагинский сельсовет   | село Средняя Агинка    | 2                             | ↘316      | 97,97        |
| 12 | Тинский сельсовет          | деревня Тинская        | 2                             | ↘263      | 136,44       |
| 13 | Тугачинский сельсовет      | посёлок Тугач          | 4                             | ↘526      | 35,50        |
| 14 | Унерский сельсовет         | село Унер              | 4                             | ↗1266     | 239,67       |

## Населённые пункты
В Саянском районе 33 населённых пунктов.
| №  | Населённый пункт | Тип     | Население | Муниципальное образование  |
| -- | ---------------- | ------- | --------- | -------------------------- |
| 1  | Абалаково        | деревня | ↘51       | Малиновский сельсовет      |
| 2  | Агинское         | село    | ↘5584     | Агинский сельсовет         |
| 3  | Алексеевка       | деревня | ↘24       | Малиновский сельсовет      |
| 4  | Благодатка       | деревня | ↘162      | Унерский сельсовет         |
| 5  | Большой Арбай    | село    | ↘349      | Большеарбайский сельсовет  |
| 6  | Большой Ильбин   | село    | ↗94       | Большеильбинский сельсовет |
| 7  | Вознесенка       | село    | ↘333      | Вознесенский сельсовет     |
| 8  | Вятка            | деревня | ↘107      | Агинский сельсовет         |
| 9  | Гладково         | село    | ↘359      | Гладковский сельсовет      |
| 10 | Зеленино         | деревня | ↘14       | Большеарбайский сельсовет  |
| 11 | Калиновка        | деревня | ↘72       | Межовский сельсовет        |
| 12 | Кан              | посёлок | 13        | Тугачинский сельсовет      |
| 13 | Кан-Оклер        | посёлок | ↘90       | Орьевский сельсовет        |
| 14 | Капитоново       | деревня | ↘59       | Тугачинский сельсовет      |
| 15 | Карлык           | деревня | ↘94       | Большеарбайский сельсовет  |
| 16 | Кулижниково      | село    | ↘227      | Кулижниковский сельсовет   |
| 17 | Малиновка        | село    | ↘231      | Малиновский сельсовет      |
| 18 | Междуречка       | деревня | ↘54       | Гладковский сельсовет      |
| 19 | Межово           | село    | ↘614      | Межовский сельсовет        |
| 20 | Нагорное         | село    | ↘339      | Нагорновский сельсовет     |
| 21 | Орловка          | деревня | ↘144      | Кулижниковский сельсовет   |
| 22 | Орье             | посёлок | 292       | Орьевский сельсовет        |
| 23 | Папиково         | деревня | ↘121      | Унерский сельсовет         |
| 24 | Петропавловка    | деревня | ↘58       | Большеильбинский сельсовет |
| 25 | Совхозный        | посёлок | 123       | Унерский сельсовет         |
| 26 | Средняя Агинка   | село    | 255       | Среднеагинский сельсовет   |
| 27 | Тинская          | деревня | ↘233      | Тинский сельсовет          |
| 28 | Тугач            | посёлок | 534       | Тугачинский сельсовет      |
| 29 | Унер             | село    | ↘938      | Унерский сельсовет         |
| 30 | Усть-Анжа        | деревня | ↘120      | Нагорновский сельсовет     |
| 31 | Чарга            | деревня | ↘59       | Тинский сельсовет          |
| 32 | Шамы             | деревня | ↘21       | Тугачинский сельсовет      |
| 33 | Шудрово          | деревня | ↘46       | Среднеагинский сельсовет   |

Упразднённые населённые пункты:
- 2021 год — Верхний Агашул[21].
- 2025 год — деревня Павловка и посёлок Льнозавода включены в состав села Агинское.

## Местное самоуправление
Саянский районный Совет депутатов
Дата формирования: 13.09.2015. Срок полномочий: 5 лет. Состоит из 20 депутатов.
Председатель
- Владимир Абрамович Оглы

Глава Саянского района
- −2024 — Гребнев Владимир Владимирович
- с 2024 года (и. о.) — Вячеслав Адамович Чудаков

## Транспорт
Пассажирское автобусное сообщение организовано:
- с краевым центром (Красноярск), по состоянию на 2012 год — маршрут № 503 «Красноярск—Агинское», периодичность 3 раза в день;
- с городами Заозёрный, Уяр, посёлком Саянский;
- с населёнными пунктами района (по состоянию на 2009 год): Тугач, Орьё, Карлык, Вознесенка, Межово, Тинское, Орловка; периодичность 3 раза в неделю (понедельник, среда, пятница)[22].

## Культура
- МКУ «Отдел культуры администрации Саянского района» — начальник Крупенько Екатерина Александровна
- МБУК «Централизованная межпоселенческая клубная система Саянского района» — директор Воробьева Валентина Георгиевна
- МБУК "Унерская централизованная клубная система" - директор Белоножкина Татьяна Вячеславовна
- Районная Детская библиотека — заведующая Шкиль Елена Юрьевна
- МБУ ДО «Агинская детская школа искусств» — директор Гончарова Светлана Анатольевна
- Молодежный центр "Саяны" - директор Зайковская Ирина Евгеньевна
- МБУК "Саянский краеведческий музей» - директор Дерябина Тамара Михайловна

## Образование
По состоянию на 2004 год в Саянском районе работало 15 муниципальных учреждений образования. Из них 11 средних общеобразовательных школ: СОШ № 1 и № 2 в селе Агинское, школы в Межово, Вознесенке, Орье, Тугаче, Большом Арбае, Гладково, Кулижниково, Средней Агинке, Унере. В Тинской и Нагорном работали основные общеобразовательные школы, а в Малиновке и Нагорном — средние школы.
В Агинском работает Детско-юношеская спортивная школа Саянского района.
Начальное профессиональное образование в районе ведёт государственное образовательное учреждение «Профессиональное училище № 92» .